# Friedhofskreuz (Marcillac)

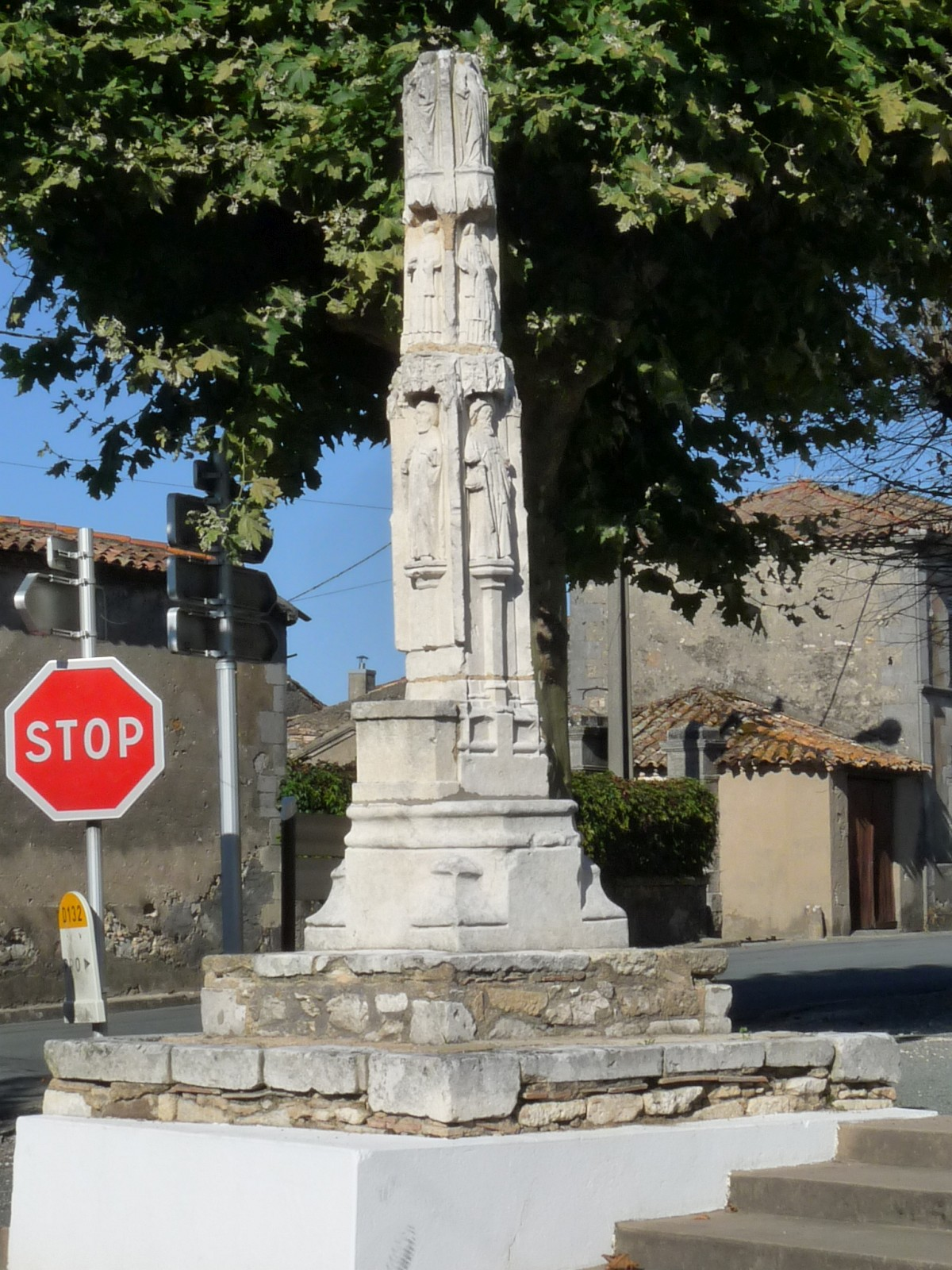
Friedhofskreuz in Marcillac

Das  Friedhofskreuz in Marcillac, einer französischen Gemeinde im Département Gironde in der Region Nouvelle-Aquitaine, wurde im 15. Jahrhundert errichtet. Im Jahr 1907 wurde das Kreuz als Monument historique in die Liste der Baudenkmäler in Frankreich aufgenommen.
Über eine hohe Stufe erreicht man den Sockel, auf dem eine rechteckige Säule steht. Die Säule besteht aus mehreren Zonen und verjüngt sich nach oben. Auf ihren vier Seiten sind insgesamt zwölf Skulpturen angebracht, die Heilige darstellen.